# Charlotte
Charlotte (яп. シャーロット, укр. Шарлотта) — аніме-серіал режисера Йошіюкі Асаі, студії-продюсера P.A.Works і Aniplex. Серіал, сценарій до якого написав Джюн Маеда з оригінальними персонажами Na-Ga, другий оригінальний проект творця візуального новельного бренду компанії Key після аніме Angel Beats! (2010). Трансляція розпочалася в Японії 4 липня 2015 року і показується на Crunchyroll і Animax Asia у Південній і Південно-Східній Азії. Публікація манґи-адаптації ілюстратора Харуто Коновати триває у журналі Dengeki G's Comic з травня.

## Сюжет
В альтернативному світі невеликий відсоток дітей здатний проявляти надздібності після досягнення статевої зрілості. Ю Отосака — один із них, він хлопець, в якому пробуджується здатність тимчасово володіти тілами інших. Ю сподівається використати свою силу, щоб жити легким шкільним життям. Тим не менш, він спійманий на місці інциденту таємничою Нао Томорі, яка розкриває його секрет, і змушений вступити в студраду академії Хошіноумі. Там йому та іншим членам студентської ради доведеться допомагати іншим студентам, в яких проблеми з контролем своїх здібностей.

## Персонажі

### Головні
- Ю Отосака (яп. 乙坂 有宇)

Центральний чоловічий персонаж і трансферний студент першого року. Він використовує свої здібності, щоб обманом прокласти собі шлях до старшої школи, але його секрет викриває Нао Томорі. Має червонуваті очі і чорне волосся. Його наряд часто складається з двох уніформ: перша — з чорної куртки і чорних штанів, друга — з сірого піджаку, сірих штанів і темно-зеленої краватки.
Загалом він інтелектуально не обдарований, тим не менш, він володіє певним рівнем хитрості, що компенсує в нього відсутність академічних здібностей, використовуючи різні види вивертів, а також здатність, щоб обдурити людей навколо себе, роблячи з себе ідеального студента.
Хоча він майстер контролювати тіла інших, він не найкращий у спілкуванні, і поводиться досить грубо на початку історії. Його поведінка змінюється, коли мова йде про його молодшу сестру Аюмі, яка зазвичай пом'якшує особистість старшого брата.
Грубий і самозакоханий, після отримання здатності контролювати тіло іншої людини протягом п'яти секунд, Ю стає звичайнісіньким хронічним шахраєм. При цьому при спілкуванні з колективом його характер поступово поліпшується.
Ю схожий на Лелуша з Code Geass. Вони обидва мають чорне волосся (чубчик йде до правого боку), а також аналогічні особистості і здатність використовувати свої повноваження маніпулювати людиною через очі. Обидва вважаються також красивими чи привабливими.
- Нао Томорі (яп. 友利 奈緒)

Центральний жіночий персонаж, студентка першого року навчання та президент студради. Нао часто використовує наручну відеокамеру для своєї діяльності студентської ради, вона шанувальниця гурту ZHIEND. Має блакитні очі і світле волосся, які вона пов'язує в двомісні хвости. Її форма складається з червоного піджака з жовтим бантом і коричневої спідниці.
У межах студентської ради Томорі працьовита, розумна і здібна учениця. Вона також самозакохана і не любить, коли інші персонажі не визнають її зусилля. Вона смілива і проста у спілкуванні, хоча до останнього часу в неї не було подруг; відома своєю любов'ю до їжі. Її здатність — ставати невидимою, проте це можливо тільки для однієї людини.
Нао і її старшого брата виростила мати-одиначка. Брат Нао мав здібність вібрувати повітрям і був солістом у музичній групі. Після закінчення середньої школи Нао прийнята в школу при національному університеті. Тим не менш, через фінансові проблеми мати Нао не могла дозволити собі витрати. Таким чином, вона передається як своїх дітей в школу-інтернат. Науковці дізналися про надприродну силу брата Нао і використовували його як об'єкт для експериментів. Нао дізналася про це і втекла. Її брат вижив, але залишився емоційно нестабільним. Через це Нао важко довіряти іншим.
- Джьоджіро Такаджьо (яп. 高城丈士朗)

Студент першого курсу і член студентської ради. Може рухатися дуже швидко, щоб удати, ніби телепортується, але він не в змозі повністю контролювати цю здібність, в результаті чого часто госпіталізований і завжди має нову рану на тілі. Щоб уникнути цього, він повинен носити захисний одяг під шкільною формою. Великий шанувальник Юси Нішіморі.
- Юса Нішіморі (яп. 西森柚咲) / Юса Куробане (яп. 黒羽柚咲)

Студентка першого курсу і член студентської ради. Вона яскрава, безневинна і популярний ідол-співак групи How-Low-Hello на прізвисько «Юсарін». Вона також має здатність говорити з мертвими. Старша сестра Юси Міса, яка померла в аварії шість місяців тому і була близька до неї за віком, іноді володіє її тілом проти її волі, стверджуючи про своє існування. Коли це відбувається, її зовнішній вигляд змінюється, колір очей від синього до червоного, волосся трохи темніше, крім цього, вона володіє пірокінезом.
- Аюмі Отосака (яп. 乙坂歩未)

Енергійна молода сестричка Ю, вона чиста і невинна, постійно піклується про брата.

### Другорядні
- Юмі Шіраянаґі (яп. 白柳弓)

Найпопулярніша дівчина середньої школи Хіноморі. Вона спочатку закохалася в Ю після того, як він рятує її від ДТП, що сам і викликав, але відмовила йому, коли він перевівся в академію Хошіноумі.
- Мішіма (яп. 三嶋)

Найкраща подруга Юмі.
- Суґімото (яп. 杉本)

Студентка класу 1-2, яка електронною поштою просила Ю зустрітися з нею в задній частині школи. Вона зізналася йому в почуттях до нього, але її пропозиція була відхилена.
- Йошіюкі Омура (яп. 大村佳之)

Президент студради школи Хіноморі. Він допомагав Нао в її розслідуванні, коли Ю обманув тест на придатність.
- Кадзукі Томорі (яп. 友利一希)

Старший брат Нао, який добре грає на гітарі. Після того як він був спійманий на використанні здатності вібрувати повітрям під час концерту, підданий болісним експериментам, проведених неврологами, став емоційно зламаний в результаті. В даний час проживає в інституті, яким управляє людина, якій Нао довіряє.
- Удо (яп. 有働)

Студент старшої школи Намбу і капітан їх клубу з лука. Має здатність думкографії, продавав фотографії дівчат в нижній білизні через хворобу своїх батьків.
- Кумаґамі (яп. 熊耳)

Таємничий студент академії Хошіноумі, який має здатність знати місце розташування тих, хто володіє надприродною здатністю.
- Шьо (яп. ショウ)

Друг Міси і Коти, коли Міса була жива. Він і Кота допомогли Юсі вирішити її дилему з телепродюсером. Має почуття до Міси, зізнався їй, коли вона володіла тілом Юси.
- Кота (яп. コータ)

Друг Міси і Шьо. коли Міса була жива.

## Виробництво
Режисер аніме — Йошіюкі Асаі, продюсер — P.A.Works і Aniplex. Трансляція почалася в Японії 4 липня 2015 року, ліцензовано Aniplex of America для показу на Aniplex Channel, Crunchyroll, Hulu, Daisuki, Viewster і [AnimeLab]]. Сценарій написав Джюн Маеда. Опенінґ «Bravely You» виконує Lia, ендінґ «Yakeochinai Tsubasa» — Аой Тада.